# خصولتی
خصولتی اصطلاحی‌ست غیررسمی که پس از شروع روند خصوصی‌سازی در ایران عمدتاً توسط منتقدان دولت‌ها استفاده می‌شود و وارد ادبیات رسانه‌ها شده‌است. این واژه از ترکیب دو کلمه «خصوصی» و «دولتی» به وجود آمده و به معنی تسلط دولت یا سازمان‌های وابسته به دولت، یا نهادهای حکومتی بر شرکت‌ها، کارخانه‌ها و در کل بنگاه‌های بزرگ اقتصادی است که مورد خصوصی‌سازی قرار گرفته‌اند.
اصطلاح خصولتی همچنین برای افرادی مورد استفاده قرار گرفته که برای ادامۀ فعالیت‌های بخش خصوصی سنگ اندازی می‌کنند. علاوه بر این اصطلاح خصولتی در رابطه با دولت‌ها نیز به کار گرفته شده و به دولتی‌هایی که با سوء استفاده از قانون تجارت ایران شرکت‌هایی راه می‌اندازند و به بخش خصوصی اجازه فعالیت نمی‌دهند خصولتی گفته شده‌است. این شرکت‌ها از نظر قانونی خصوصی به‌شمار می‌آیند، اما در واقع زیر نظارت دولت هستند.

## تعریف
در ادبیات اقتصادی، به شرکت‌هایی خصولتی گفته می‌شود که با وجود قرار نداشتن در فهرست شرکت‌های دولتی، به علت این‌که تعدادی از سهام آن‌ها در اختیار نهادهایی است که زیر نظر دولت یا سایر نهادهای حکومتی هستند، در حقیقت در زمره شرکت‌هایی غیر خصوصی قرار می‌گیرند.
به زبان ساده، در ایران ارگان‌هایی وجود دارند که وابسته به حکومت، یا دولت هستند. گاهی این وابستگی مانند صندوق‌های بازنشستگی، شفاف است. گاهی نیز مانند آستان قدس رضوی، ستاد اجرایی فرمان امام، سپاه پاسداران انقلاب اسلامی، نیروی انتظامی، بنیاد شهید و امور ایثارگران، بنیاد مستضعفان انقلاب اسلامی، کمیته امداد امام خمینی، و سازمان اوقاف و امور خیریه غیر شفاف است. این ارگان‌ها تحت عنوان خیریه یا نهادهای انقلابی از بودجه و امکانات دولتی و به گفته منتقدان، رانتهای اقتصادی و اطلاعاتی استفاده می‌کنند. اما مانند دیگر نهادها، سازمان‌ها یا شرکت‌ها مالیات نمی‌دهند و گردش مالی آن‌ها مشخص نیست. این ارگان‌ها، به دلیل وابستگی‌های پنهان و آشکارشان، می‌توانند «قدرت‌های فراقانونی» داشته باشند و با استفاده از منابع مالی خود و آن طور که حسن روحانی رئیس‌جمهور ایران می‌گوید: با رانت، بر شرکت‌های دولتی که برای خصوصی‌سازی به فروش گذاشته می‌شوند، مسلط شوند.
موجودیت و نحوه عمل این ارگان‌ها، آزادی عمل، رشد و توان رقابت را برای بخش خصوصی واقعی تنگ می‌کند، آن‌ها را فراری داده یا به ورشکستگی می‌کشد.

## خصوصی‌سازی
خصوصی‌سازی از اصطلاحاتی است که پس از انقلاب ۱۳۵۷ ایران مطرح شد. وقتی حکومت نوپای ایران در اویل دهه ۱۳۶۰ خورشیدی، تمام نهادهای خصوصی را در اختیار گرفت و بعد در قانون اساسی آمد که این نهادها به صورت «صحیح» به بخش خصوصی بازگردند این اصطلاح رایج شد.
خصوصی‌سازی در جمهوری اسلامی، در دهه ۱۳۷۰ و بعد از پایان جنگ ایران و عراق آغاز شد. اکبر هاشمی رفسنجانی با برنامه‌ای مشهور به «تعدیل اقتصادی» خصوصی‌سازی بخش دولتی را آغاز کرد. اما این کار مخالفان سرسختی داشت. مخالفان می‌گفتند برنامه تعدیل اقتصادی، پیاده کردن برنامه‌های بانک جهانی و صندوق بین‌المللی پول و چیزی «غربی» است. این منتقدان هنوز هم میان بخش‌هایی از اصولگرایان و کسانی که اعتقاد به «چپگرایی اسلامی» دارند ادامه دارد.

## گستردگی
مرکز پژوهش‌های مجلس شورای اسلامی و دیوان محاسبات کشور، در سال ۱۳۹۵ گزارشی از نحوه اجرای خصوصی‌سازی در ایران ارائه کردند که بر اساس آن، تنها حدود ۱۶ درصد کل خصوصی‌سازی که در ۱۴ سال اخیر انجام شده، واقعی بوده‌است و یاقی خصوصی‌سازی‌ها سهم ارگان‌های حکومتی و صندوق‌های بازنشستگی و سازمان‌های دولتی شده‌است. سهام عدالت نیز عملاً تحت کنترل دولت است. با این وجود رقم دقیقی از اندازه ثروت «خصولتی‌ها» وجود ندارد.

## نمونه‌های بحث‌برانگیز
در پاییز سال ۱۳۸۸، ۵۰ درصد و یک سهم شرکت مخابرات ایران به «کنسرسیوم توسعه اعتماد مبین» واگذار شد. این کنسرسیوم شامل سه شرکت سرمایه‌گذاری «توسعه اعتماد» و «شهریار مهستان» که از شرکت‌های زیر مجموعه بنیاد تعاون سپاه هستند و همین‌طور شرکت «گسترش الکترونیک مبین ایران» از شرکت‌های زیرمجموعه «ستاد اجرایی فرمان امام» تشکیل شده بود. ارزش معامله، حدود ۸ میلیارد دلار آمریکا بود و بزرگ‌ترین معامله تاریخ بورس ایران خوانده شد. اما یک سال بعد، این واگذاری، با اعتراضاتی به خصوص در مجلس شورای اسلامی مواجه شد و هیئت تحقیق و تفحص مجلس آن را ناقض سیاست‌های اصل ۴۴ قانون اساسی جمهوری اسلامی ایران خواند. این قراداد پرحاشیه، در نهایت در سال ۱۳۹۵ فسخ و علت فسخ آن هم ناتوانی کنسرسیوم اعتماد مبین در پرداخت اقساط خرید مخابرات اعلام شد.
نمونه‌های دیگر شرکت‌های خصولتی ایران، خودروسازان ایران هستند. بیشتر سهام این شرکت‌ها در دست صندوق‌های بازنشستگی یا شرکت‌های دولتی و شبهه دولتی است و تحت کنترل دولت هستند. این شرکت‌ها همچنین با وجود بدهی‌های بالا و سود دهی کم، ورشکسته نمی‌شوند و با گرفتن کمک‌های دولتی سرپا می‌مانند.
در رأی اعتماد مجلس به کابینه دوازدهم؛ احمد علیرضا بیگی، نماینده مردم تبریز، آذرشهر و اسکو گفت: تأسیس شرکت‌های متعدد خصولتی توسط وزارت بهداشت باید با تصویب مجلس شورای اسلامی صورت می‌گرفت. احمد علیرضا بیگی به‌عنوان مخالف وزیر پیشنهادی وزارت بهداشت، درمان و آموزش پزشکی، انجام فعالیت‌های غیر مرتبط و برپاساختن غیرقانونی شرکت‌های فراوان خصولتی (خصوصی‌دولتی) مانند آوا پردیس، کارآفرین، آوا سلامت و آوا پزشک و دیگر شرکت‌های مشابه را که وزیر بهداشت تشکیل دادند، موردنقد قرارداد.

## در چین
در چین روابط با دولت بسیار مهم است و با این که برخی شرکت‌ها بخش خصوصی محسوب می‌شوند اما ارتباط گسترده‌ای با دولت دارند.

## راهکارها
به‌عقیده کارشناسان اقتصادی یکی از راهکارهای رفع مشکل مدیران «خصولتی»، آزادسازی قیمت‌هاست؛ زیرا آزادسازی قیمت‌ها به رقابتی شدن می‌انجامد و انحصاری که در اختیار مدیران «خصولتی» قرار دارد را از بین خواهد برد.